# ザ・トップテン
『ザ・トップテン』（THE TOP10）は、1981年4月6日から1986年3月31日まで日本テレビ系列局で毎週月曜日 20:00 - 20:54（JST）に生放送されていた音楽番組。5年間における放送回数は256回。

## 概要
前番組の『NTV紅白歌のベストテン』のリニューアル版で、毎週独自の邦楽ランキング上位10曲をカウントダウン形式で発表し、ランキングされた曲を歌手が披露していた。『紅白歌のベストテン』の公開放送スタイルに、TBS系で放送されていた『ザ・ベストテン』をミックスしたような番組構成であり、その『ザ・ベストテン』と双璧をなす人気番組ともなった。
プロデューサーの吉岡正敏は、影響されないように『ザ・ベストテン』をあまり見ないようにしていたという。
前身の『紅白歌のベストテン』同様、渋谷公会堂から公開生放送を行っていた。ただし、渋谷公会堂が使用できないときは日本青年館・東京郵便貯金ホール・日本テレビGスタジオ・日本テレビのマイスタジオのいずれかに場を移して生放送された。また、歌手が関西方面に集中し、大阪・池田市民文化会館大ホール（アゼリアホール）から放送したこともある。毎回番組の冒頭では、会場を見学しに来た修学旅行の中学生や高校生たちの姿がよく紹介されていた。
放送はプロ野球の試合が移動日の関係で基本的に無い月曜日であったため、通常は放送休止になることはめったに無かったが、特に9月から10月にかけて主に予備日として月曜日に急遽試合が組まれた場合は、巨人戦中継が優先された。当番組は生放送であったため前もって出演者のスケジュールが調整されており、さらに当時は巨人の本拠地が後楽園球場だったため雨天中止もあり得る関係で放送休止とはいかず、多くは翌火曜日16:00から撮って出しで録画放送が行われた。なお、民放2・3局地域のクロスネット局を中心とした一部系列局では、他系列番組などとの関係上録画放送のネット受けができない場合があったため、それらの局に配慮して翌週の放送冒頭で簡単にランキングを紹介していた。
『ザ・ベストテン』と同様、当日会場に来られない歌手が各地から中継で登場することもあった（公開生放送の会場ではステージ中央に緞帳代わりを兼ねた大型スクリーンが設置されて中継・VTRやスタジオサブの映像を上映していた）。なお、ランキング発表時だけではなくエンディングにも中継を呼び出していたが、歌手が次の仕事へ移動した為その場におらず、リポーターだけで締めた事も多かった。

## 主な出演者
堺・榊原・徳光・小堺は『紅白歌のベストテン』から続投。

### 司会者
- 堺正章
- 榊原郁恵

### スタジオサブ
- 徳光和夫（当時日本テレビアナウンサー）- 1981.4 - 1982.9
- 小倉淳（同上）- 1982.9 - 1986.3

毎週第4位までの歌唱・紹介が終わった後、合間のランク圏外の11 - 20位を紹介する「もうすぐトップテン」の担当として、番組の中継受けサブ［OAサブ］でもあった東京・麹町の日本テレビHスタジオに「エレクトリックおじさん」として、当時局アナだった徳光がスタンバイしていた。当時の徳光は『ズームイン!!朝!』の司会との掛け持ちであったが、『ズームイン!!』司会のために日本テレビの近くに住居を借りていたため出演が可能であった。1982年9月から「エレクトリックお兄さん」こと小倉アナにバトンタッチ（これは徳光が同年10月から『歌のワイド90分!』の司会に就任するため）、半年も経たないうちに小倉が結婚したことを機に「エレクトリックご主人」と改称した。小倉担当途中にOAサブがKスタジオに移行。代役として小林完吾アナが出演した時は「エレクトリック上司」だった。

### リポーター
- 小堺一機
- 堀敏彦（当時浅井企画所属タレント）
  - 両者とも中継に出ない場合は、会場から出演していた。
  - この他、放送当時の系列局のアナウンサーらがリポーターとして出演していた。その多くは『ズームイン!!朝!』の各局キャスターが殆どだった。

### 代役司会
堺が出演できないときは、初期は高島忠夫や徳光などがピンチヒッターで司会を務めたことがあった。1984年10月8日放送分では堺がロサンゼルスから衛星中継で登場。当日は日本テレビGスタジオからの放送でスタジオサブも一緒だったため、小倉が司会と「エレクトリックご主人」の一人二役をこなした。一方、榊原が夏季休暇などで休みとなった場合、例として1984年9月17日の放送では、すでにリポーターを降りていた小堺が一夜限りでカムバックしたことがあった。

## ランキングの決定方法
ランキングの基準は「レコード部門」・「有線部門」・「ネット局部門」・「リクエスト部門」の4部門を合わせたポイント制で決定。各部門の配点比率は非公表。
毎週のランキングは20位までしか発表されていないが、100位まで出されている（『ザ・ベストテン』は70位まで）。
尚、レコードやCDが発売されなければ、ハガキのリクエストがあっても、ランキングに反映されなかった。少年隊がレコードデビュー前に話題曲コーナーで出演し、「あなたに今Good-by」という曲を披露したが、歌唱前に司会者より「ハガキのリクエストを頂いても、レコードが発売されていなければ、ランキングに反映されない。」旨の説明があった。

## イベント要素
- オープニングのタイトルバックで、ザ・バーズ（日本テレビ音楽学院(現・日テレ学院タレントコース)のレッスン生。渡辺プロダクションのスクールメイツに相当する）が「10」の人文字を作っていた。1985年3月までは頭まで覆う赤いワンピース姿で人文字を作り、テーマ曲が流れている間は動かず、終わるとばらけてその後ろから堺と榊原が登場していた。1985年4月以降は白いテニスウェアに赤いポンポンで人文字を作り、テーマ曲が始まるとばらけて踊るようになった（堺と榊原は最初から司会進行のコーナーにいた）。また、エンディングでは「END」の人文字を作り（こちらは1985年4月以降も赤いワンピース姿）、画面下部に「ザ・トップテン また来週…」（年内最後の放送は「また来年…」→「来年もよろしく!」）のテロップが表示された。
- 放送開始から1985年3月までは、月曜日の22時からフジテレビで同じく歌番組である「夜のヒットスタジオ」（夜ヒット）が放送されていた。こちらも生放送であり、ランキング番組ではないためにトップテンよりも早く出演者のスケジュールを押さえていたため、ランクイン歌手で当日の夜ヒット出演者は止むを得ずトップテンの出演を辞退した（堺と榊原が「スケジュールの都合でご出演いただけませんでした」と紹介）[注釈 4]。ただ、夜ヒットは1985年4月より「夜のヒットスタジオDELUXE」と改題し水曜日に移動したため、それ以降は「スケジュールの都合」による出演辞退は減った。
- トップテンにスタジオに初出場した歌手は必ず記念写真を撮影する。(初登場で歌の披露があっても、中継の場合は記念撮影はない｡)撮影した写真は歌手が直筆のサインを入れて会場のセットに掲示された。撮影の際の掛詞は「（堺）親子で」「（榊原）ブーッ!」であった。
- メインの提供スポンサーは花王（1985年9月までは花王石鹸）であった。ザ・トップテンの場合は、毎回番組の中程（1位発表後すぐ、エンディングの前に）に花王ヘアケアシリーズ（エッセンシャルシャンプー、トリートメントなど）の視聴者プレゼントがあった。プレゼントは他に、江崎グリコの商品（アーモンドチョコレート、ポッキーなど）、コカ・コーラ[注釈 5]のノベルティグッズ、ネッスル（現・ネスレ日本）[注釈 6]のギフトセット、日清食品のカップヌードル1ケースなどもあった[注釈 7]。これらはハガキで曲をリクエストし、かつ抽選で選ばれた30名に含まれていることが条件であり、これが『歌のトップテン』にも引き継がれたが、そちらではエンディングのスタッフロール終了直後と最後のCMの間に移動した。
- ランキング発表時に画面にコンピュータ表示されるサルの顔の表情によって順位変動が示される（上昇＝笑顔（舌を出す）。変わらず＝普通。下降＝困った顔（涙をこぼす）、上昇と下降のそれぞれの違いについては明確にされていない｡ただし1位をキープした場合には笑顔）。

## 歴史
- 1981年3月30日、番組開始に先立ち、前夜祭が行われた。この日は、翌3月31日開催の「さよならコンサート」を以て解散するピンク・レディーが、開催場所の後楽園球場から生中継で『OH!』を歌唱、ピンク・レディー最初で最後の出演となった。なおピンク・レディーはこの後フジテレビに移動し、同日放送の『夜のヒットスタジオ』の「サヨナラ企画」に出演。「当番組が前夜祭」・「解散間近」などとはいえ、当番組と『夜ヒット』の双方に出演となった。
- 1981年4月6日、放送開始。第1回の1位は寺尾聰「ルビーの指環」。
- 1981年9月21日、当時『スキヤキ'81』をヒットさせ来日中のテイスト・オブ・ハニーが出演、『スキヤキ'81』の原曲『上を向いて歩こう』を歌った坂本九と共演した。
- 1981年9月28日、西田敏行が「もしもピアノが弾けたなら」で初出場したが、「写真映りが気に入らないから」と3週にわたって記念撮影をした。3回目の撮影には両手に1・2回目の写真を持っていた。
- 1982年3月29日、大山のぶ代が話題曲コーナーに出場し、テレビ朝日のアニメであるにもかかわらず『ドラえもん』のエンディングテーマ「まる顔のうた」を歌った[注釈 8]。
- 1982年5月17日、最高視聴率の28.8%（ビデオリサーチ調べ、関東地区）を記録。この週の1位は近藤真彦の「ふられてBANZAI」。
- 1982年9月20日、翌月7日に放送が開始されたアニメ『ときめきトゥナイト』から江藤蘭世役の原えりこが出演。当初出演予定であった真壁俊役の水島裕が諸般の事情により欠席となったため、江藤椎羅役の小原乃梨子が代わりに出演する事になった。原と小原は当時フジテレビで同年に放送されたアニメ『逆転イッパツマン』で共演しているが、原はこれを機に「『イッパツマン』はこの2月から始まったんですけども、半年後にこのアニメで主役を演じる事になったので感謝できれば嬉しいです。しかもこのアニメで小原さんと共演が出来るなんて本当に思います。でも『イッパツマン』は今後も放送は継続するので、また頑張りたいと思います」と意気込んでいる。前半は都内で行われた録音スタジオの模様やアニメ製作が出来るまでを放送した後、後半は加茂晴美による本作のオープニング曲『ときめきトゥナイト』を歌唱した。
- 1982年10月4日、この時期になっても巨人と中日がセ・リーグペナントレースで激しい優勝争いを繰り広げている影響から、「巨人×横浜大洋」戦（後楽園球場）が19:30 - 20:54枠で編成され[注釈 9]、開始1年半にして初めて月曜に放送せず。当日は前述の通り渋谷公会堂で収録し、翌5日の16:00に録画放送した。
- 1983年4月4日、藤村美樹の「夢・恋・人。」が10位にランクイン。当時、藤村は結婚と同時に芸能活動休止を表明。奇しくもこの日が結婚式の日（5年前のキャンディーズ解散日でもある）で、披露宴会場からの生中継で同曲を熱唱。歌唱中感極まって泣き出す場面もあった。
- 1985年4月8日、番組の各種要素をリニューアル。番組テーマ曲が新しいアレンジのものに変更。ランキング発表のGGが過去3週の折れ線グラフに変更（トップテン圏外は★で表示していた）。猿の顔も変更し、順位変動の表情も3種類になった｡またエレベーターもリニューアルされた。
- 1985年10月14日、番組の各種要素をリニューアル。この番組の名物の一つともなっていた歌手登場時の「エレベーター」がなくなり「自動ドア」形式のものに変更。またCGも変更され、猿の顔もなくなり、折れ線グラフに過去3週の推移を示す目盛が付き、以前よりも詳細的なものとなった。スタジオサブのセットもリニューアルされ、テーブルにはデジタルの時刻表示が付いた。また、それまで会場の堺が行っていたランキングの読み上げもスタジオから小倉が読み上げる形式に変更した。
- 1985年11月18日、前週の11月14日に本放送を終了した『史上最大!!第9回アメリカ横断ウルトラクイズ』で第9代クイズ王となった金子孝雄が、同番組で海外リポーター・出題を務める福留功男（当時・日本テレビアナウンサー）と共に出演、ランクインした近藤真彦と共に3本勝負のクイズ合戦を行った（勝者は近藤）。なお、クイズは同番組で使用されている「早押しテーブル」と「ウルトラハット」を使用した。
- 1986年2月24日、中山美穂の「色・ホワイトブレンド」と杉浦幸「悲しいな」が10位に同点で2曲同時にランクイン。
- 1986年3月31日放送（第256回）をもって終了。翌4月7日に新番組『歌のトップテン』へ継承。この週の1位は中森明菜の「DESIRE」。エンディングではこの日ランクインしていないため出演予定が無かった歌手や既に番組を離れていた小堺など多くの関係者が花束を渡しに登場した。

## ザ・ベストテンとザ・トップテンの相違点
この番組は『ザ・ベストテン』とタイトル、中身も良く似ていたが、それぞれで相違点もあった。
|                  | ザ・ベストテン                                      | ザ・トップテン                                     |
| ---------------- | --------------------------------------------------- | -------------------------------------------------- |
| 観客の公開       | 原則非公開                                          | 公開                                               |
| 歌手の登場       | ミラーゲート（回転扉）                              | エレベーター（末期は自動ドア）                     |
| ランキング表示   | フラップ（回転式ボード）                            | コンピューター表示                                 |
| 得点表示         | 4桁                                                 | 5桁（11 - 20位は表示なし）                         |
| 初出場の儀式     | サインを記帳                                        | 記念撮影                                           |
| 歌詞表示         | なし → 初登場曲 → 全曲に表示                        | なし                                               |
| 作詞・作曲者表示 | 表示あり                                            | なし                                               |
| 11 - 20位の紹介  | PV等の映像による紹介 (前面にチャートの折れ線グラフ) | コンピューター表示 （名称:「もうすぐトップテン」） |
| 注目曲の紹介     | 今週のスポットライト                                | 話題曲コーナー                                     |

ザ・ベストテンでは、オーケストラによるスタジオでの生演奏がほとんどで、ベストテンオリジナルのアレンジがなされていたが、ザ・トップテンでは、レコード音源を流すことが多かった。生演奏の場合でもベストテンや夜のヒットスタジオよりプレーヤーの人数が少なく、アーティストのオリジナルバックバンドが出演することも多く、レコードに近いアレンジだった。
曲の歌い出しは、ザ・ベストテンでは、イントロが終わるまでの間、久米宏などの男性司会者が視聴者からのリクエストはがきの内容を読んでいたが、ザ・トップテンでは、イントロが始まる前に、榊原郁恵が「どうぞ！」と言った後は、司会者が話すことはなかった。（但し、地方からの中継ではリポーターがイントロ中もエピソード等を紹介する場合もあった。）TBSはテレビでもイントロにかぶせてはがきの内容を読むという、ラジオ的な演出を取り入れていた。
視聴者へのプレゼントは、ザ・ベストテンでは、番組のエンディングで撮影した、出演歌手の記念写真を毎週50人に送っていたが、ザ・トップテンでは、スポンサーから提供された品物（シャンプーやお菓子など）を送っていた。
ザ・トップテンでは、日テレ系番組の主題歌や、日テレ系列のレコード会社であるvap所属の歌手（オメガトライブ、菊池桃子、森川美穂など）が高めにランキングされる傾向にあった。

### ザ・ベストテンでは10位内に入ったことがないが、ザ・トップテンでは10位内に入った曲
特にアイドル・演歌歌手の曲はザ・ベストテンよりも高順位で、ランクインもしやすい傾向にあった。
- 1981年（4月 - 12月）
  - 悲しくて（雅夢）
  - 青空オンリー・ユー（ひかる一平）
  - ガラスの夏（柏原よしえ）
  - サニーサイドコネクション（三原順子）
  - 鳥の詩（杉田かおる）
  - 涙のスウィート・チェリー（シャネルズ）
  - 人生かくれんぼ（五木ひろし）
  - 哀・戦士（井上大輔）
  - あなたひとすじ（川中美幸）
- 1982年
  - 夕暮れ物語（伊藤つかさ）
  - Sexy気分の夜だから（嶋大輔）
  - ぶりっこ ROCK'N ROLL（紅麗威甦）
  - おまえサラサラサーファーガールおいらテカテカロックンローラー（T.C.R.横浜銀蠅 R.S.）
  - 夢見るSeason（伊藤つかさ）
  - めぐりあい（井上大輔）
  - On the Machine（杉本哲太&LONELY RIDERS）
  - 大きな恋の物語（よせなべトリオ）
  - お前だけ I Love You（嶋大輔）
- 1983年
  - 背中まで45分（沢田研二）
  - 大輔・哲太のRock'n Roll（嶋大輔・杉本哲太+1）
  - 春風の誘惑（小泉今日子）
  - 夢・恋・人。（藤村美樹）
  - 恋はサマー・フィーリング（石川秀美）
  - 晴れのちBLUE BOY（沢田研二）
  - みにくいアヒルの子（Johnny）
  - バイ・バイ・サマー（石川秀美）
  - 泣いちっちマイ・ハート（風見慎吾）
- 1984年
  - 悪戯NIGHT DOLL（柏原芳恵）
  - 青春のいじわる（菊池桃子）
  - 晴れ、ときどき殺人（渡辺典子）
  - キャッツ&ドッグ（シブがき隊）
  - 夏のフォトグラフ（石川秀美）
  - SUMMER EYES（菊池桃子）
  - YOU惑〜MAY惑（THE GOOD-BYE）
  - Me☆セーラーマン（早見優）
  - 哀愁情句（早見優）
  - 浪花節だよ人生は（木村友衛）
  - 娘よ（芦屋雁之助）
- 1985年
  - もっと接近しましょ（石川秀美）
  - Tonight（早見優）
  - Deadend Street GIRL（堀ちえみ）
  - STAND UP（早見優）
  - Wa・ショイ!（堀ちえみ）
  - 素直になってダーリン（少女隊）
  - 太陽は知っている（柏原芳恵）
  - 早春物語（原田知世）
  - PASSION（早見優）
  - 恋愛症候群（さだまさし）
  - し・の・び・愛（柏原芳恵）
  - 生意気（中山美穂）
  - Love Fair（岡田有希子）
  - 落葉のクレッシェンド（河合その子）
- 1986年（1月 - 3月）
  - 春ごころ（柏原芳恵）
  - サイレンの少年（石川秀美）
  - 夢千秒（堀ちえみ）
  - オレたちだけの約束（木村一八）
  - 悲しいな（杉浦幸）
  - スシ食いねェ!（シブがき隊）
  - 熱き心に（小林旭）

### ザ・ベストテンでは1位になったことがないが、ザ・トップテンでは1位になった曲
- ヨコハマ・チーク（近藤真彦）
- キミに決定!（田原俊彦）
- 悲しみ2(TOO)ヤング（田原俊彦）
- 風立ちぬ（松田聖子）
- ジェームス・ディーンのように（Johnny）
- 野ばらのエチュード（松田聖子）
- シャワーな気分（田原俊彦）
- ボヘミアン（葛城ユキ）
- 矢切の渡し（細川たかし）
- 時をかける少女（原田知世）
- ロイヤル・ストレート・フラッシュ（近藤真彦）
- エル・オー・ヴイ・愛・N・G（田原俊彦）
- ラヴ・イズ・オーヴァー（欧陽菲菲）
- 一番野郎（近藤真彦）
- ワインレッドの心（安全地帯）
- 騎士道（田原俊彦）
- ピンクのモーツァルト（松田聖子）
- 顔に書いた恋愛小説（田原俊彦）
- The Stardust Memory（小泉今日子）
- 常夏娘（小泉今日子）
- BOYのテーマ（菊池桃子）
- SAND BEIGE -砂漠へ-（中森明菜）
- 雨の西麻布（とんねるず）
- 歌謡曲（とんねるず）

## ランキング・出演データ

### 年間トップテン1位獲得曲
- 年間ランキングの集計方法は毎週出されている100位までのデータを曲別に集計し、1年間の総合得点によって決定される。
- 1981年から1985年の年間第1位になった曲は、全てザ・ベストテンと同じである。

| 年度   | 曲名             | 歌手名     |
| 1981年 | ルビーの指環     | 寺尾聰     |
| 1982年 | 北酒場           | 細川たかし |
| 1983年 | 矢切の渡し       | 細川たかし |
| 1984年 | 長良川艶歌       | 五木ひろし |
| 1985年 | 悲しみにさよなら | 安全地帯   |

### 連続週トップワン記録（V6以上の曲を掲載）
- V10-寺尾聰「ルビーの指環」[注釈 12]
- V8-中森明菜「セカンド・ラブ」
- V7-近藤真彦「ギンギラギンにさりげなく」・中森明菜「1/2の神話」・チェッカーズ「星屑のステージ」
- V6-中村雅俊「心の色」・安全地帯「悲しみにさよなら」・少年隊「仮面舞踏会」

### 連続曲トップワン記録
- 13曲-近藤真彦・松田聖子
- 10曲-中森明菜

### トップテン入りしながらも一度も出場しなかった歌手
- 矢野顕子 「春咲小紅」（1981年）
- 南佳孝「スローなブギにしてくれ」（1981年）
- 松山千春 「長い夜」（1981年）
- 松任谷由実 「守ってあげたい」（1981年）（トップテンスペシャルにはVTR出演）
- 中島みゆき 「悪女」（1981年）
- 小林麻美 「雨音はショパンの調べ」（1984年）
- 一世風靡セピア 「前略、道の上より」（1984年）
- 井上陽水 「いっそセレナーデ」（1984年）（紅白歌のベストテンには出場）
- 大沢誉志幸 「そして僕は途方に暮れる」（1985年）
- 松任谷由実・小田和正・財津和夫 「今だから」（1985年）
- 渡辺美里 「My Revolution」（1986年）（歌のトップテンには「Long Night」と「恋したっていいじゃない」で出場）

なお、矢野顕子、松山千春、松任谷由実、井上陽水、渡辺美里の5組については、ザ・ベストテンに上記曲で出演経験がある。

### オリコンで20位以内に入らなかったがザ・トップテンでは10位以内に入った曲
- 港・ひとり唄（1981年）五木ひろし（オリコン21位 - トップテン7位）
- ガラスの夏（1981年）柏原よしえ（オリコン21位 - トップテン10位）

### 2週以上ランクインしたが、1度しか披露されなかった曲
- シンデレラ サマー（1981年）石川優子
- ムーンライト・キッス（1981年）河合奈保子- ランクイン当時は後述の転落事故による腰椎骨折の重傷を負い、1度しか出演できず。
- GOOD-BYE青春(1983年)長渕剛
- Woman "Wの悲劇"より（1984年）薬師丸ひろ子
- 翼の折れたエンジェル（1985年）中村あゆみ
- あなたを・もっと・知りたくて（1985年）薬師丸ひろ子
- ステキな恋の忘れ方（1985年）薬師丸ひろ子

### 2週以上ランクインしたが、1度も披露されなかった曲
話題曲コーナーでの披露は除く。
- 恋人も濡れる街角（1982年〜1983年）中村雅俊- 「話題曲コーナー」で1度披露したが、同曲はトップテンと同一時間放映のフジテレビ系テレビドラマ『おまかせください』の挿入歌であったため、ランクイン期間中は出演せず。
- ボーイの季節（1985年）松田聖子 - 当時俳優・神田正輝との結婚を控え、歌手活動を一時休業していたため、当曲で1位を獲得しながらも同番組の出演は拒否していた。

## できごと
- 1981年10月5日、この日番組に出演する予定だった河合奈保子がNHKホールで転落事故（『レッツゴーヤング』の収録中）に遭ったという第一報が伝えられた[注釈 13]。
- 1983年3月28日、6位にランクインした「秘密の花園」を歌うため、沖縄から生中継で出演予定だった松田聖子が、番組開始直前のコンサート会場で「渚のバルコニー」を歌唱中に乱入してきたファンから突如暴行を受け、中継ができなくなるという事件が起きた。この沖縄コンサートの事件の模様は日本テレビが放送用に収録している最中に起き、テレビニュースなどで何回も放送された。奇しくもこの日はトップテン自体が「八元生中継」という非常に生中継が多い日というのを目玉にしていた中で起きたもので、番組冒頭では（上記の河合のケースとは異なり）司会者の2人には、まだ事件のことが伝わっていなかった。その後、6位が発表されて中継先を呼んだところ、リポーターとして中継現場にいた沖縄テレビの中安章雄アナウンサーはまだ観客が残っていたコンサート会場から事件があった事、犯人は既に逮捕されて取り調べを受けている事、聖子も既に病院に搬送された事を説明。事情を知らなかった司会の2人は驚愕し、渋谷公会堂内の観客は悲鳴まじりのどよめきが起こった。
- 1983年6月27日、河合奈保子の「エスカレーション」が8位にランクイン。コンサートで訪れていた名古屋市のホテルにあるプールから中継出演した。この時は名古屋でダンスの世界大会が行われていたが、その大会へ出場するために同ホテルへ宿泊・プールで泳いでいた西ドイツ（当時）の男性が中継に気付くや否や、曲に乗って突然踊りだした。この様子は渋谷公会堂のステージにも上映されており男性が映るたびに観客が爆笑している声が放送にも乗せられていた。演奏後に司会者の2人も話題に出すまでの出来事となった。この男性はその後本番組で中継先のホテルに頼んで宿泊者リストを基に捜し出した結果、翌週には日本テレビ側から打診され、同年7月4日、河合と共演した。この出来事は、2012年2月27日放送の『人生が変わる1分間の深イイ話』で取り上げられた。
- 1983年11月28日、松田聖子の「瞳はダイヤモンド」が1位にランクイン。10曲連続トップワンをお祝いし表彰しようとしたところ、観客の男が乱入してくるという騒動があった。堺がとっさに男を追い払ったが、その後も松田と堺、榊原、そして会場の観客は動揺している様子であった。
- 1984年4月9日、倉沢淳美の「プロフィール」がランクイン。ちょうど100組目の出場者にあたっていたが、前日札幌市において開催されたサイン会で切りつけられる事件（詳細は倉沢の項を参照）で負傷し、帰京後取材したVTRが流された。わらべとしても「もしも明日が…。」でランクインしていたが、好評だったというアニメが流された。
- 1984年8月6日、石川優子とチャゲの「ふたりの愛ランド」がランクイン。この日は日本テレビ本社Gスタジオからの生放送だったが、セットに本物のペンギンがいて、おどけて踊りながら歌っていたチャゲは、ドライアイスで足を滑らせ転倒、ペンギンに噛まれた（間奏で石川が「チャゲ大丈夫?!」と叫んでいる）。
- 1984年10月22日、中森明菜の「十戒」が5位にランクイン。エレベーターで会場に中森が登場と同時に、会場にいた一部の観客から「帰れ」コールを喰らわされたことがあった。同年末の『トップテンスペシャル』で堺正章はこのことについて触れ、「あれはよくなかった。歌う方が出てくるときは気持ちよく迎えてあげるべきである」とのコメントを述べた。
- 1985年8月12日、番組冒頭で報道センターから臨時ニュース入り、小林完吾キャスター（当時日本テレビアナウンサー）[注釈 14]が速報で、日本航空123便・羽田発大阪行のボーイング747型機が消息を絶ったこと（日本航空123便墜落事故）を報道した[注釈 15]。その後も時折番組を中断して報道センターから最新情報を伝えた[注釈 16]。500人以上を乗せた飛行機の墜落（乗務員15人、子ども12人を含む乗客509人の計524人が乗っていた）というあまりに重大な惨事が判明してからは、渋谷公会堂もさすがに重い空気となってしまい、小泉今日子[注釈 17]や安全地帯、薬師丸ひろ子など出場者の一部もこの件について述べ、終始硬い表情で終わった[注釈 18]。

## スタッフ
- 監修：阿久悠
- 構成：玉井冽（現・玉井貴代志）、太田イサム、尾関恩、植竹公和、宮田和実、矢頭浩
- 音楽：永作幸男
- 振付：土居甫、日本テレビ音楽学院、ザ・バーズ
- 演奏：ガッシュアウト、新音楽協会
- コーラス：コスモス、マイム
- ディレクター：西田弘一、土屋泰則、福地由憲、棚次隆、倉増吉継、内田功、長谷川賢一
- プロデューサー：遠藤克彦、原薫太郎、向笠正夫、田中義一、増田一穂
- 演出・プロデューサー：吉岡正敏
- 製作著作：日本テレビ

## 放映ネット局
系列は放送終了時のもの。
| 放送対象地域           | 放送局             | 系列                                         | 備考 |
| ---------------------- | ------------------ | -------------------------------------------- | --- |
| 関東広域圏             | 日本テレビ         | 日本テレビ系列                               | 制作局 |
| 北海道                 | 札幌テレビ         | 日本テレビ系列                               | |
| 青森県                 | 青森放送           | 日本テレビ系列 テレビ朝日系列                | |
| 岩手県                 | テレビ岩手         | 日本テレビ系列                               | |
| 宮城県                 | ミヤギテレビ       | 日本テレビ系列                               | |
| 秋田県                 | 秋田放送           | 日本テレビ系列                               | |
| 山形県                 | 山形放送           | 日本テレビ系列 テレビ朝日系列                | |
| 福島県                 | 福島中央テレビ     | 日本テレビ系列                               | 1981年9月まではテレビ朝日系列とのクロスネット局 |
| 山梨県                 | 山梨放送           | 日本テレビ系列                               | |
| 新潟県                 | テレビ新潟         | 日本テレビ系列                               | サービス放送期間1981年3月30日の前夜祭も放送 |
| 長野県                 | テレビ信州         | 日本テレビ系列 テレビ朝日系列                | |
| 静岡県                 | 静岡第一テレビ     | 日本テレビ系列                               | |
| 富山県                 | 北日本放送         | 日本テレビ系列                               | 放送当時日本テレビ系列局がなかった石川県の中継も担当 |
| 福井県                 | 福井放送           | 日本テレビ系列                               | 放送当時日本テレビ系列局がなかった石川県の中継も担当 |
| 中京広域圏             | 中京テレビ         | 日本テレビ系列                               | |
| 近畿広域圏             | 読売テレビ         | 日本テレビ系列                               | |
| 鳥取県・島根県         | 日本海テレビ       | 日本テレビ系列                               | |
| 広島県                 | 広島テレビ         | 日本テレビ系列                               | |
| 山口県                 | 山口放送           | 日本テレビ系列 テレビ朝日系列                | |
| 徳島県                 | 四国放送           | 日本テレビ系列                               | |
| 香川県 →香川県・岡山県 | 西日本放送         | 日本テレビ系列                               | 1983年3月までの放送免許エリアは香川県のみ |
| 愛媛県                 | 南海放送           | 日本テレビ系列                               | |
| 高知県                 | 高知放送           | 日本テレビ系列                               | |
| 福岡県                 | 福岡放送           | 日本テレビ系列                               | |
| 長崎県                 | テレビ長崎         | 日本テレビ系列 フジテレビ系列                | 1981年10月5日からネット開始。それまではフジテレビの連続ドラマを放送していた。 |
| 熊本県                 | くまもと県民テレビ | 日本テレビ系列                               | 1982年4月開局から |
| 大分県                 | テレビ大分         | 日本テレビ系列 フジテレビ系列 テレビ朝日系列 | |
| 宮崎県                 | テレビ宮崎         | 日本テレビ系列 フジテレビ系列 テレビ朝日系列 | |
| 鹿児島県               | 鹿児島テレビ       | 日本テレビ系列 フジテレビ系列                | 1982年10月からネット開始。鹿児島放送の開局でテレビ朝日系列の番組（『ワールドプロレスリング』を遅れネット）が同局へ移動したことによる。KTSでのネット開始をもって当時の日本テレビ系列全局にネットされることになった。 |
| 沖縄県                 | 沖縄テレビ         | フジテレビ系列                               | 1983年10月よりネット開始。週末（土曜16:30-17:24）に遅れネット。尚、ネット開始以前から沖縄県内の中継を担当、リポーターも寺田麗子、中安章雄等の沖縄テレビのアナウンサーが担当した。                                   |

## CSでの再放送
2010年よりCS放送で再放送されている（日テレプラス、第一興商スターカラオケ、ファミリー劇場、ホームドラマチャンネル、歌謡ポップスチャンネルなど）。なお、VTRの保存状態や楽曲の著作権等をクリアした回を中心に順不同で放送しているほか、肖像権の問題によりジャニーズ事務所所属歌手（当時）とサザンオールスターズ出演の回は未放送（TOP10にランクインしている場合は欠席の回を放送する場合もある）もしくは、該当部分を割愛しての放送となった。
放送当時と同じ標準画質で放送されているほか、地上波放送当時と異なり、文字テロップ（曲の冒頭に表示された順位・曲名・歌手名などの字幕、ネット局表示、スタッフロールなど）が表示されない場合がある（オープニングタイトル、ランキング発表のコンピューター表示、エンディングの「ザ・トップテン また来週…」はそのまま放送されている）。
なお、1982年放送分と拡大スペシャルで放送された回については、今のところ（2014年7月時点）CSでの再放送が実施されていない。

### 日テレプラス・第一興商スターカラオケ
- CSでの最初の放送は日本テレビ子会社のCS日本運営の日テレプラスで、2010年1月25日から放送された（初回放送分で5月10日まで）。過去のランキング形式の音楽番組がCSで再放送を行うのは当番組が初となった。日テレプラスでの第1回は1981年10月5日放送分（第28回）を放送。なお、約256回にわたる放送回数のうち、日テレプラスで放送されたのはわずか16回であった。
- 2011年1月8日からは第一興商スターカラオケで放送された。こちらは月1回の更新で、日テレプラスとは放送リストが異なるものの、うち16回が放送された[注釈 20]。なお、同チャンネルが2012年3月で閉局のため、放送は2012年2月をもって終了した。
- 放送回数は本放送当時と異なり、番組表等で「#1」「#2」といった具合で表示されており、曲目も各局ホームページに放送順で掲載されていた。

### ファミリー劇場
2012年からはファミリー劇場で不定期放送されており、同チャンネルにおける音楽番組の再放送も当番組が初である（ただし『ドリフ大爆笑』（フジテレビ系）など、歌のコーナーがあるバラエティ番組を放送することはあるが、音楽主体の番組の放送は当番組が初となった）。なお、放送回数表示は地上波放送当時に準ずる。
- 2012年3月4日と3月11日に初放送（15:00 - 18:00、両日とも各3回）され、この時は1984年から1985年にかけて放送された回をピックアップして放送された。3月20日にも6回分すべて一挙放送された（17:00 - 22:00）。
  - なお、2012年3月放送時は第163回（1984年5月21日）、第182回（1984年10月8日）、第189回（1984年11月26日）、第194回（1985年1月7日）、第196回（1985年1月21日）、第200回（1985年2月18日）が放送された。また、放送に合わせ、公式サイトにも当時のランキングを掲載した。また2012年6月17日（12:00 - 18:00）に6回分を再び一挙放送[2][注釈 21]し、9月9日には後半3回分（第163回・182回・200回）を一挙放送した（20:00 - 23:00）。
- 2013年5月2日に特集企画「バック・トウ・ザ・昭和」の一環として『歌のトップテン』とセットで放送[3]。本番組からは、CSで放送する回のうち最も古い第24回（1981年9月7日）を皮切りに、第28回（1981年10月5日）、第135回（1983年10月31日）、第146回（1984年1月23日）、第157回（1984年4月9日）、第205回（1985年3月25日）、第208回（1985年4月15日）、第232回（1985年10月14日）の全8回分が放送された（11:00 - 19:00）[2]
  - 2013年8月3日には前半4回分（第24回・28回・135回・146回）を一挙放送（14:00 - 18:00）。
- 2013年5月10日より週1回、金曜日20:00 - 21:00の枠にて放送（『歌の〜』との入れ替えによる編成）。週1回放送の最初の回は上述の一挙放送に含まれなかった第207回（1985年4月8日放送）が放送された。なお、6月7日より第24回から順に放送されたが、7月12日および7月19日は当初の放送予定回（第205回・207回）から変更し第24回・28回を再放送した[注釈 22]。2014年春より日曜日20:00 - 21:00の枠にて放送（『歌の〜』との入れ替えによる編成）[注釈 23]されていたが、その後は不定期での放送となっている。

## 関連商品
2014年12月24日に『30th anniversary　菊池桃子　in　トップテン　－日本テレビ秘蔵映像集－』として菊池桃子の『ザ・トップテン』・『歌のトップテン』出演時の歌唱映像（他に『うるとら7:00』・『スーパーJOCKEY』出演時映像も併録）を収録したDVD-BOXがVAPから発売された。

## その他
- 1994年から1995年まで深夜帯枠（関東ローカル）で放送されていた『M-STAGE』木曜日に「M-STAGE4・あの日のトップテン」と題して、過去のランキングを紹介していた。
- ラジオ日本で2010年のナイターオフシーズンに放送されていた『ザ・流行歌!パートII』では、1980年代のヒット曲をザ・トップテンの過去のランキングから時系列で振り返るコーナーがあった。
- 上述のファミリー劇場での放送の際、同チャンネルのオリジナル番組『山田五郎のだべり喫茶』2012年3月放送にてザ・トップテンを紹介、山田が芦屋雁之助が「娘よ」で登場し、また他の歌手がほとんど出演しない中、中森明菜と菊池桃子が辛うじて登場した回（第194回）について触れ「1月7日の奇跡」と称した。
- 吉幾三がTBS・Gスタジオ[注釈 24]から中継で登場した時に、吉が「私、ちょっと訳がわからないですけど。」と発言し、堺が「その錯覚はわかります。というのは、『トップテンと同じような番組』をやってるスタジオなんでしょ。曜日は違うけど。」と発言していた。
- 司会の榊原は、歌手として出演した渡辺徹とこの番組で出会った。ただし第一印象としては最悪だったという。